# Geschichte der Juden in der Slowakei

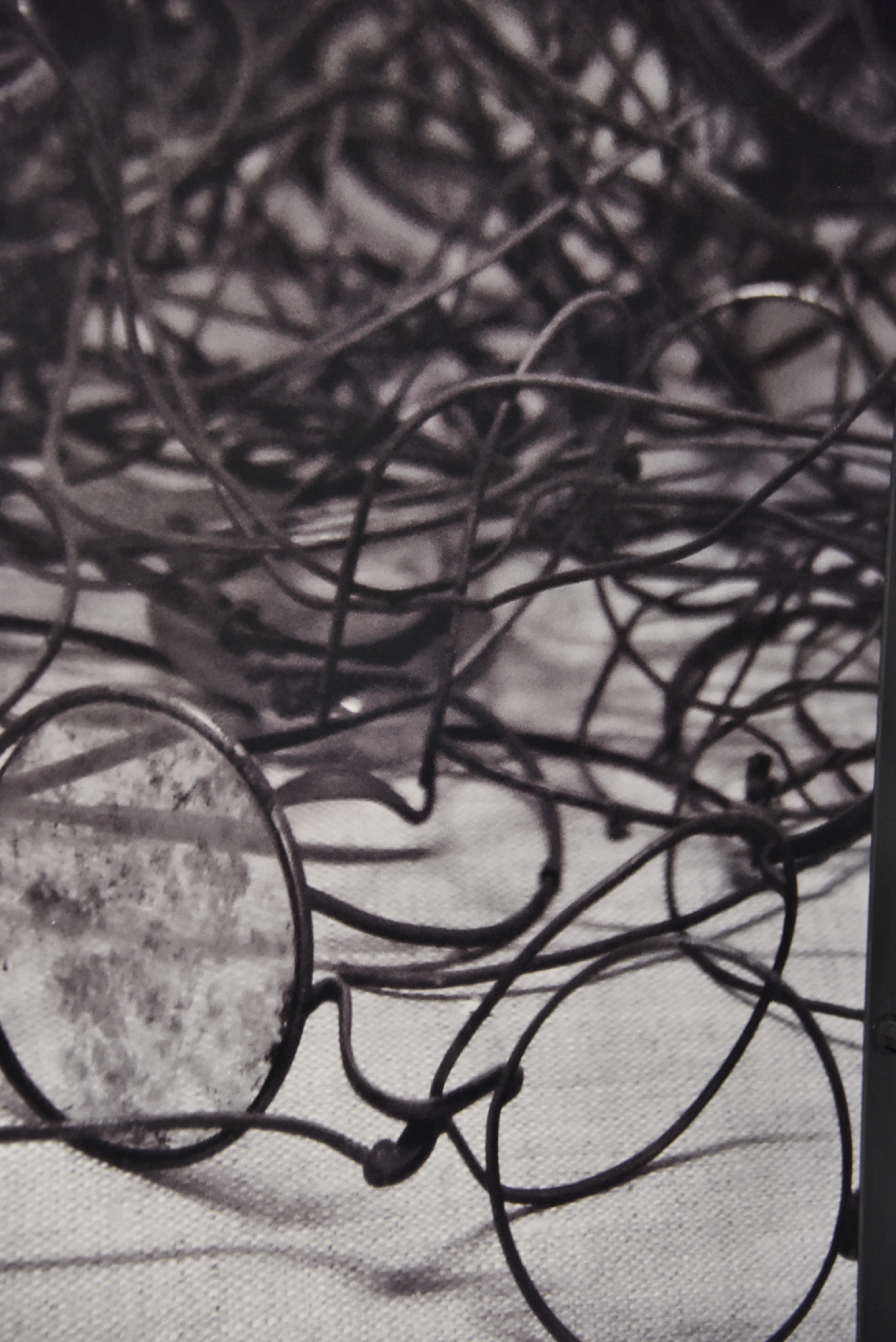
Bild aus dem Holocaust-Museum im KZ Sereď

Die Geschichte der Juden in der Slowakei deckt sich für einen Zeitraum von fast tausend Jahren mit der Geschichte der Juden in Ungarn, da die Slowakei bis 1918 zum Königreich Ungarn gehörte und größtenteils Oberungarn bzw. „Oberland“ (slowakisch Horná Zem, ungarisch Felvidék bzw. Felföld) genannt wurde. Die Juden aus dieser Region wurden dementsprechend „Oberländer“ genannt. Nach der Gründung der Tschechoslowakei (28. Oktober 1918) erhielten die tschechischen und die slowakischen Juden die volle rechtliche Gleichstellung. Ab Sommer 1940 wurden die Juden in der Slowakei zunehmend verfolgt, etwa 70.000 von ihnen fielen dem Holocaust zum Opfer.

## Königreich Ungarn bis 1918
Sporadische Hinweise auf die Existenz von Juden in der heutigen Slowakei gibt es seit der Mitte des 13. Jahrhunderts. Im Mittelalter und danach werden in zeitgeschichtlichen Dokumenten sowie in rabbinischer Literatur einige blühende jüdische Gemeinden (lateinisch communitates Judaeorum) vermerkt. Am bekanntesten sind Bratislava, Senica, Trnava, Nitra, Pezinok und Trencin. Allein die Pressburger Gemeinde zählte im 14. Jahrhundert 800 Juden, welche eine autonome politische Körperschaft bildeten, die von einem Gemeindevorsteher geleitet wurde. Einige Juden aus dieser Region waren in der Landwirtschaft und als Weinbauern tätig, die meisten jedoch im Handel und Geldverleih. Nach einer Ritualmordanklage im Jahre 1494 wurden Juden in Trnava zum Tod auf dem Scheiterhaufen verurteilt. Dieselbe Anklage wurde 1529 gegenüber den Juden von Pezinok erhoben, da der Stadtherr bei ihnen Schulden ausstehen hatte. Hier wurden 30 der Angeklagten auf dem Scheiterhaufen verbrannt.
Nach der Schlacht bei Mohács (1526) wurden die Juden aus den Städten vertrieben und ließen sich in den umliegenden Dörfern nieder. Erst im 17. und frühen 18. Jahrhundert fanden sich wiederum Juden in größerer Anzahl auf den Landsitzen der ungarischen Adligen wie z. B. die Familien Pálffy, Esterházy, Pongrácz usw., welche sie unter ihren Schutz stellten und ihnen einige Freiheiten gewährten. Zu jener Zeit bestand ein ständiger Konflikt mit den Stadtbewohnern, insbesondere mit den Vertretern der Zünfte, mehrheitlich deutscher Herkunft, welche den Zutritt zu den Städten und die Ausübung des Handels durch jüdische Konkurrenten zu verhindern wussten. Die Toleranzpatente, die im Zuge der Josephinischen Reformen gewährt wurden, verbesserten die Lage etwas, doch erst um 1840 erhielten die Juden wieder Wohnrecht in den Städten. Gemäß der Volkszählung von 1785 war die Pressburger Gemeinde die größte im damaligen Ungarn, an zweiter Stelle gefolgt von Nové Mesto nad Váhom.

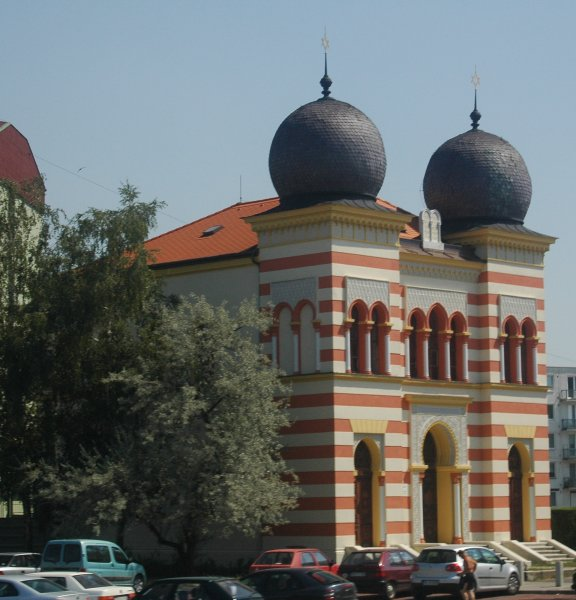
Synagoge in Malacky, 1886 erbaut, dient heute als Kulturzentrum

Im 18. Jahrhundert kam es zu einer Einwanderungswelle von mährischen Juden, welche Zuflucht vor den diskriminierenden Familiantengesetzen suchten, die 1726 durch Karl VI. eingeführt worden waren, wobei die Anzahl Juden in Böhmen, Mähren und Schlesien, ihre Berechtigung zur Eheschließung sowie das Wohnrecht zahlreichen Beschränkungen unterlag. Die Neueinwanderer gründeten jüdische Lehrstätten in Pressburg, Huncovce und Vrbové. Eine führende Rolle übernahm im 19. Jahrhundert die Jeschiwa von Pressburg, die seit etwa 1700 bestand, insbesondere durch den Einfluss des orthodoxen Rabbiners Moses Sofer.
Chatam Sofer (1762–1839) war ein über die Grenzen des Landes bekannter Rabbiner des 19. Jahrhunderts, der 33 Jahre lang Oberrabbiner in Bratislava war. Es gelang der jüdischen Gemeinde 1942, dass das Grab Chatam Sofers sowie einer Reihe anderer Rabbiner erhalten blieb. Ein aufwendiger Betonsarkophag wurde um die Gräber herumgebaut. Fünfzig Jahre später wurde auf Initiative des „Internationalen Komitees von Genoai“, eines New Yorker Vereines, mit der Rekonstruktion begonnen.
Der Aufstieg des slowakischen Nationalismus am Ende des 19. Jahrhunderts fiel zeitlich mit dem Beginn des Zionismus zusammen. Von den 13 zionistischen Ortsgruppen, die nach dem ersten Zionistenkongress 1897 im damaligen Ungarn errichtet wurden, befanden sich sieben in der heutigen Slowakei (Bratislava, Nitra, Presov, Košice, Kezmarok, Dolný Kubín und Banská Bystrica). Zudem fand in Bratislava 1903 der erste ungarische Zionistenkongress statt sowie 1904 der erste Misrachi-Kongress. Im Ersten Weltkrieg kamen die zionistischen Aktivitäten zum Erliegen und wurden erst nach der Errichtung der Tschechoslowakei wieder aufgenommen.

## Ludaken-Regime der autonomen und unabhängigen Slowakei (1938–1945)
Nach dem Zusammenbruch der Habsburgermonarchie kam es 1918 zur Gründung der Tschechoslowakei. In ihr hatte die Slowakei kein Autonomiestatut, dies erhielt sie erst 1938. Beide heutige Staaten, also Tschechien und die Slowakei, haben eine über historische Strecken gemeinsame Geschichte.
In der Zeit der Tschechoslowakischen Republik (ČSR) konnten sich die Juden als freie Bürger fühlen. Aber 1938 brachte bereits die von Deutschland geförderte slowakische Teil-Autonomie ein Ende des normalen zivilisierten Lebens für die jüdischen Slowaken und Ausländer jüdischen Glaubens in der Slowakei.
Kurz nach dem Münchner Abkommen von 1938 erfolgte der Erste Wiener Schiedsspruch am 2. November 1938 und damit mit die Besetzung von Teilen der Südslowakei durch ungarische Truppen. Einige Monate später, am 14. März 1939 kam es zur Zerschlagung der „Rest-Tschechei“ mit der Unabhängigkeit der (Ersten) Slowakischen Republik, der Karpatenukraine, und am 15. März die Besetzung Böhmens durch die deutsche Wehrmacht mit der Errichtung des „Protektorats Böhmen und Mähren“. Im weiteren Verlauf der Besetzung wurde fast die gesamte jüdische Bevölkerung des von NS-Deutschland abhängigen Slowakischen Staates über die Sammellager Nováky, Sereď und Vyhne oder wie Heydrich und Tiso am 10. April 1942 vereinbarten, direkt aus den Bezirksstädten in das Konzentrations- und Vernichtungslager Lublin-Majdanek, das KZ Auschwitz-Birkenau oder das KZ Theresienstadt deportiert. Etwa 70.000 slowakische Juden wurden in der Shoah ermordet.
Bei der Volkszählung von 1930 lebten auf dem Gebiet der Slowakei 136.737 Juden (4,11 % der gesamten Bevölkerung). Slowakische Juden lebten in 1435 der ca. 2700 Gemeinden und Städte. Nach Rothkirchen existierten in der Slowakei 167 israelitische Kultusgemeinden. Die größten jüdischen Gemeinden waren Bratislava (bis 15.000 Personen), Nitra (4358), Prešov (4308), Michalovce (3955), Žilina (2917), Topoľčany (2459), Trnava (2445), Bardejov (2441), Humenné (2172) und Trenčín (1619). Nach dem Ersten Wiener Schiedsspruch am 2. November 1938 und der Besetzung von Teilen der Südslowakei durch ungarische Truppen verblieben in der Slowakei circa 89.000 jüdische Personen.
Die ideologische Basis für die Durchführung antijüdischer Maßnahmen durch Hlinkas Slowakische Volkspartei und deren Unterstützer bildete die These, dass die Juden "Erzfeinde des slowakischen Staates und Volkes" seien.
Am 19. September 1941 verordnete der Reichsinnenminister, dass alle Juden im Machtbereich des Nationalsozialismus künftig einen Judenstern gut sichtbar an der äußeren Kleidung zu tragen hätten. Ähnliche Erlasse waren zwei Jahre zuvor im polnischen Generalgouvernement ergangen. Ab Oktober 1941 verbot Heinrich Himmler allen Juden die Ausreise aus dem Deutschen Reich. Sie wurden nun systematisch polizeilich (Meldeämter, separate Ausweise) erfasst und als nächsten Schritt in separaten Wohnungen (Judenhäuser) von den Nichtjuden isoliert. Mit dem 15. Oktober 1941 begann nach verschiedenen anderen Versuchen die systematische Massendeportation deutscher Juden in den Osten. Vergleichbare Maßnahmen wurden bald auch in der Slowakei ergriffen.

## Verfolgung und Deportationen
Eduard Nižňanský beschreibt die Verfolgungs-, Beraubungsmaßnahmen und Morde in fünf getrennt darstellbaren Phasen, die aber teilweise fließende Übergänge aufweisen. Wesentlich für diese Phasen ist der mehr oder weniger direkte Zugriff deutscher Machthaber auf die Polizei der Ersten Republik unter Jozef Tiso bzw. die militärische Besetzung des Landes nach dem September 1944.
1. Ab dem 6. Oktober 1938 bis zum 14. März 1939 – die Vorbereitungsetappe
wie sie Nižňanský beschreibt. In der Zeit der Autonomie fand innerslowakisch eine überwiegend ideologische Auseinandersetzung zur „Lösung der jüdischen Frage“ statt. Einerseits die konservativ-gemäßigte Linie um Tiso und andererseits die radikal-faschistische Linie um Vojtech Tuka, dem späteren Ministerpräsidenten, und Alexander Mach, dem Leiter der Hlinka-Garde. Die Radikalen wollten die jüdische Frage möglichst schnell nach dem Muster der Ausbürgerung in Deutschland lösen. Das so genannte Sidorkomitee arbeitete dafür antijüdische Gesetze (Regierungsverordnungen) aus. Es kam zur ersten Deportationswelle im November 1938. Sie wird als Reaktion auf die Gebietsverluste der Slowakei durch den Ersten Wiener Schiedsspruch an Ungarn interpretiert. Juden seien für die Gebietsverluste verantwortlich, dann sollten sie auch dafür büßen. Die pro Forma autonome Regierung ließ im November 1938 etwa 7500 Juden aus der Slowakei in das an Ungarn abzutretende Gebiet deportieren.
2. Zwischen dem 14. März 1939 bis August 1940 verloren die jüdischen Bürger ihre Rechte
Im April 1939 wurde die erste, auf konfessionellen Prinzipien basierende Definition der slowakischen Juden verabschiedet und Gesetze in Kraft gesetzt, die diese Juden aus dem öffentlichen und wirtschaftlichen Leben aussonderten. Es kam dann auch nach dem „Gesetz 113/1940“ zu Arisierungen von Betrieben.
3. Von September 1940 bis Oktober 1942 – Anwesenheit des deutschen Beraters für Judenfragen
Dieter Wisliceny, SS-Hauptsturmführer und Vertrauter Eichmanns; er verfolgte den Plan, das durch Enteignung der 89.000 jüdischen Bürger geschaffene soziale Problem durch die „Auswanderung“ der Besitzlosen bzw. deren Exilierung zu lösen. Dahinter stand nichts anderes als die Deportation in die Vernichtungslager. Im September 1940 stattete das slowakische Parlament die Regierung mit Vollmachten dazu aus, die Judenfrage innerhalb eines Jahres zu lösen. Während der folgenden 12 Monate wurden über 300 Anordnungen und Verlautbarungen erlassen, mittels derer die jüdischen Einwohner systematisch ihrer wirtschaftlichen und bürgerlichen Rechte beraubt wurden. Dazu wurde ein Wirtschaftliches Zentralamt (Ústredný hospodársky úrad) für die Arisierungen geschaffen. Alle Juden mussten einer Zwangskorporation (Ústredňa Židov) beitreten. Bemühungen um die Errichtung von Judenghettos und großen Arbeitslagern wurden schnell eingestellt. Die nächste Etappe der Deportationen basiert auf einem Abkommen von 2. Dezember 1941 zwischen Ministerpräsident Tuka und dem deutschen Gesandten und SA-Obergruppenführer H. E. Ludin über die Abschiebungen (daraus folgte ein Deportationsgesetz bei Verlust der Staatsbürgerschaft). Der danach erste Transport der sogenannten Aktion David erfolgte aus Poprad am 25. März 1942. Schon vor dem 15. Mai 1942, als das Verfassungsgesetz über die Aussiedlung der Juden im Parlament besprochen wurde, verließen bereits 28 Transporte mit circa 28.000 Personen die Slowakei. Die slowakische Seite verpflichtete sich gegenüber dem Deutschen Reich für jeden deportierten Juden 500,- RM zu bezahlen und sein Vermögen ans Reich abzuliefern. Bis zum 20. Oktober 1942 verließen noch 29 weitere Transporte das Gebiet der Slowakei. Im Jahr 1942 wurden insgesamt 57.628 Juden aus der Slowakei deportiert. Im Jahr 2000 klagte der „Zentralverband der Juden in der Slowakei Deutschland“ auf Rückzahlung dieses Betrags und Entschädigung von insgesamt 78 Millionen Euro. Die Klage wurde im Januar 2003 endgültig abgewiesen mit der Begründung, der Zentralverband könne nicht als Rechtsnachfolger der ermordeten Juden gelten.
4. Von November 1942 bis August 1944 kam es zu einer so genannten „Ruhezeit“
In der Slowakei lebten da noch circa 19.000 Juden, davon circa 4000 in den Arbeitslagern Nováky, Sereď, Vyhne oder im so genannten VI. Bataillon. Einzelne Personen überlebten aufgrund verschiedener Ausnahmeregelungen für Juden (Präsidentenausnahmen, Ausnahmen verschiedener Ministerien).
5. Von September 1944 bis zum Ende des Krieges
In der Zeit des Slowakischen Nationalaufstandes vom 29. August bis zur Niederschlagung am 27. Oktober 1944 wurden die antijüdischen Gesetze von slowakischer Seite außer Kraft gesetzt. Nach der Besetzung der gesamten Slowakei durch deutsche Einheiten im September 1944 begann eine letzte Etappe der Deportationen. Bisherige Ausnahmen wurden von den Besatzern außer Kraft gesetzt und die Transporte in die Vernichtungslager, die noch ca. weitere 13.000 Juden betrafen, erneut aufgenommen. Etwa 1000 Menschen wurden direkt in der Slowakei ermordet. Dank der Hilfe einzelner Slowaken konnten in dieser Phase der Deportationen noch an die 10.000 Juden durch Flucht oder illegales Untertauchen im Land gerettet werden.

## Nachkriegszeit

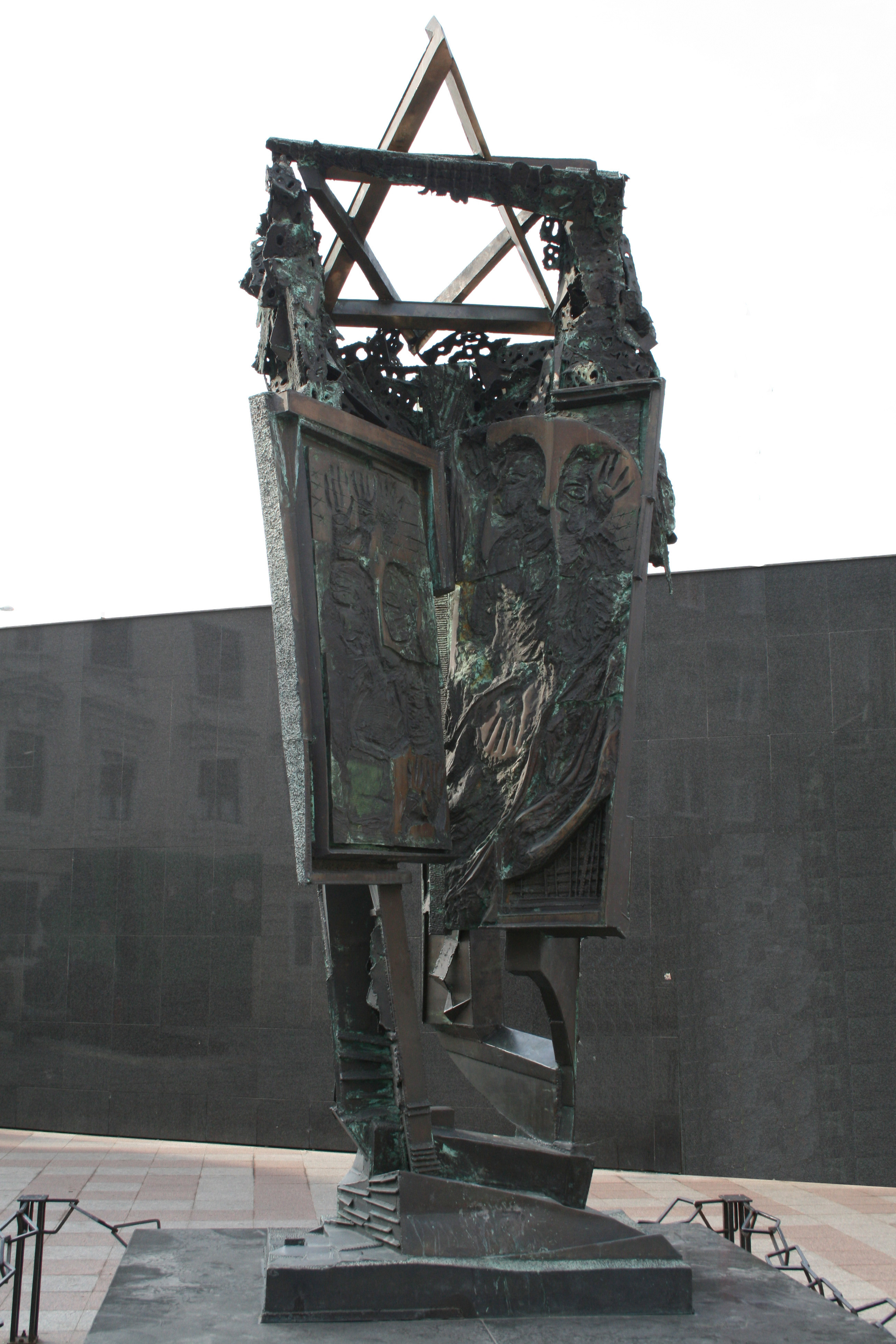
Holocaust-Memorial am Ort der alten Synagoge in Bratislava, Skulptur von Milan Lukač

Ein großer Teil der Geschichte der Juden während der Zeit der Verfolgungen und Deportationen ist bisher noch nicht aufbereitet worden. Der Holocaust galt fast 70 Jahre lang in der Slowakei als Tabuthema. Über die eigene Beteiligung am Holocaust, auch diejenige der katholischen Kirche, wurde geschwiegen. Das Arbeitslager in Sered war vor dem Krieg eine Kaserne und wurde nach dem Krieg wieder als solche in Betrieb genommen, wo Generationen von Soldaten ihre Grundausbildung erhielten. Seit 1998 war eine Gedenktafel angebracht, die jedoch die Juden unerwähnt ließ. Erst 2016 wurde in einem Teil des Kasernengeländes die erste Holocaust-Gedenkstätte der Slowakei eröffnet. Im Gebäude Nr. 1 geht es um die Beteiligung der Slowakei am Holocaust, das Gebäude Nr. 4 ist den ermordeten Juden gewidmet. Die Restaurierung der übrigen Baracken wartet auf eine Finanzierung.
Nach dem Krieg wurde der Besitz der jüdischen Gemeinde nicht zurückgegeben. Diejenigen, die während des Zweiten Weltkrieges verfolgt worden sind, erhielten von der Jewish Claims Conference eine Entschädigung, jedoch nicht vom Staat.
Mitte der 1990er Jahre wurde zum Andenken an die 70.000 deportierten und ermordeten slowakischen Juden eine fünf Meter hohe Bronzestatue des slowakischen Künstlers Milan Lukač an der Stelle der alten Synagoge in Bratislava aufgestellt. Im Jahre 2001 wurde der 9. September gesetzlich als „Gedenktag für die Opfer des Holocaust und von rassistischer Gewalt“ festgelegt. Es gibt nur mehr eine sehr kleine jüdische Gemeinde in der Slowakei. Nach den Schrecken des Krieges schrumpfte die Gemeinde in den Jahrzehnten des realsozialistischen Regimes noch weiter. In der Hauptstadt Bratislava leben etwa 800 Juden (ebenso viele wie im 14. Jahrhundert), weitere jüdische Gemeinden gibt es in den anderen großen Städten des Landes. Eines der wesentlichsten Probleme stellt die Überalterung dar. In Bratislava wurde 2011 ein jüdisches Museum eingerichtet, dessen Sammlung das jüdische Erbe des Landes von den ersten schriftlichen Nachweisen 1270 bis zum Verbot aller Aktivitäten im Jahre 1940 widerspiegelt.